# Château de Montmélian (Mortefontaine)
Pour les articles homonymes, voir Château de Montmélian.
Le château de Montmélian est un ancien château fort, de nos jours ruiné, dont les vestiges se dressent sur la commune française de Mortefontaine dans le département de l'Oise, en région Hauts-de-France.

## Localisation
Les ruines du château sont situées sur la butte-témoin de Montmélian, surplombant d'environ 100 m la plaine de France, sur la commune de Mortefontaine, dans le département français de l'Oise. Située en plein domaine royal, cette petite place forte avait pour rôle notamment de surveiller la route des Flandres. .

## Description
Il fut construit sur une partie du sommet deux châteaux. Il ne subsiste que les vestiges de l'un d'entre eux, une tour plus résidentielle que défensive.
Tour carrée de Montmélian
Située sur le petit plateau au sommet de la butte, à une altitude de plus de 200 m, cette tour fortifiée rectangulaire édifiée vers 1205 est le seul vestige du manoir des seigneurs de Vernon du XIIIe siècle. Comme André Châtelain le fait remarquer, rien n'indique que la construction avait un caractère militaire ou défensif, puisqu'il y avait déjà un château fort sur place : le château royal. La Tour Carrée est donc à ne pas confondre avec le château royal de 1060, construit pour Philippe Ier de France, contre son adversaire Hugues, comte de Dammartin. Les deux édifices avaient coexisté pendant 273 ans jusqu'à la destruction du château lors de la guerre de la Ligue. La famille de Vernon habitat le manoir pendant 78 ans avant de le céder à l'abbaye de Saint-Denis (déjà propriétaire des terres de Saint-Witz), qui l'utilisait comme domicile pour quelques moines.
Les murs sont plutôt minces avec 120 cm d'épaisseur, et les grandes fenêtres proches du sol. Le bâtiment rectangulaire occupe une superficie de 16,4 m sur 9,5 m, et il en reste sur une hauteur d'environ dix mètres deux côtés et demi. Les murs sont constitués de moellons de silex, avec des joints en mortier jaune comportant de nombreuses pierres de calage. Le premier étage fut apparemment élevé sur un soubassement bas et sans fenêtres. Au premier étage, sept baies sous arcs plein cintre restent visibles, dont trois sont bouchées. Le second étage comporte encore cinq fenêtres et les traces de deux autres, puis d'une porte. Sur les arcatures de cet étage restent des vestiges de décorations en tiers-point. Chaque étage comportait une cheminée.
Délaissé depuis sa destruction pendant les guerres de Religion par les seigneurs successifs, le manoir ou respectivement ses communs et annexes ont dû servir de carrière de pierres. Cependant, vers la fin du XVIIIe siècle, une habitation avait été provisoirement aménagée dans la ruine.
Un siècle plus tard, il n'en restait plus rien, et la tour Carrée avait déjà l'apparence d'aujourd'hui. Les vestiges, assez impressionnants, peuvent être aperçus depuis la rue, mais le terrain reste une propriété privée et des visites ne sont pas possibles.